# Joe Randazzo
Joseph „Joe“ Randazzo (* um 1945; † 25. September 2020) war ein US-amerikanischer Jazzmusiker (Bassposaune).
Randazzo spielte 1965 im University of North Texas Neophonic Orchestra unter Leitung von Stan Kenton, mit dem auch erste Aufnahmen entstanden (Horns of Plenty, Vol. 2). In den folgenden Jahren gehörte er Kantons regulärem Orchester an, zu hören auf Alben wie Kenton at Fountain Street Church und Finian's Rainbow – Great Movie Songs (1968). Er arbeitete außerdem mit der O’Clock Lab Band der University of North Texas, Ray Charles, Bill Watrous (Manhattan Wildlife Refugee, 1974), Chuck Israels National Jazz Ensemble, Chico O’Farrill & New York Latin All Stars, Astrud Gilberto, George Benson/Dr. Lonnie Smith, Jimmy McGriff (Tailgunner, 1977), Joe Thomas, Eumir Deodato, Terumasa Hino (Pyramid, 1982) und in der Al Porcino Big Band.
In den 1990er-Jahren war Randazzo an Aufnahmen von Betty Carter (The Music Never Stops) und Kitt Moran  beteiligt; in den 2010er-Jahren arbeitete er noch mit der Cecilia Coleman Big Band und im Frank Perowsky Jazz Orchestra. Im Bereich des Jazz war er laut Tom Lord zwischen 1965 und 2019 an 30 Aufnahmesessions beteiligt, zuletzt mit Ronny Whyte (Whyte Witchcraft: Songs of Cy Coleman). Als Sessionmusiker wirkte er ferner an Aufnahmen von The Beach Boys mit; außerdem war er als Theatermusiker am New Yorker Broadway tätig.